# Kościół Ewangelicko-Luterański w Namibii (DELK)
Kościół Ewangelicko-Luterański w Namibii (DELK) (niem. Die Evangelisch-Lutherische Kirche in Namibia) – niemieckojęzyczny kościół luterański w Namibii. Posiada 5.100 wiernych, zrzeszonych w 14 zborach.
Niemieckojęzyczny kościół luterański w Namibii jest dziełem Reńskiego Towarzystwa Misyjnego, którego członkowie pojawili się na terenach późniejszego Niemieckiej Afryki Południowo-Zachodniej w 1842 roku, a w 1896 w Windhoek założony został pierwszy luterański zbór, należący do Kościoła Unii Pruskiej. 
Aż do lat 60. XX wieku luterańska społeczność niemieckojęzyczna obsługiwana była przez misjonarzy. Dopiero w 1958 roku zdecydowano o połączeniu niemieckich wspólnot w Niemiecki Synod Ewangelicki Afryki Południowo-Zachodniej,  przekształcony w 1960 roku w Niemiecki Kościół Ewangelicko-Luterański w Afryce Południowo Zachodniej, od 1992 roku pod obecną nazwą.
Kościół uważa się za autochtoniczny związek wyznaniowy niemieckojęzycznych Namibijczyków. Razem z Kościołem Ewangelicko-Luterańskim w Namibii i Kościołem Ewangelicko-Luterańskim w Republice Namibii utworzył Zjednoczoną Radę Kościelną: Kościoły Ewangelicko-Luterańskie Namibii, która spotyka się kilka razy w roku.
Jest członkiem Światowej Federacji Luterańskiej, Światowej Rady Kościołów i Zjednoczonej Rady Kościelnej: Kościoły Ewangelicko-Luterańskie Namibii.